# Elizabeth Farnum
Elizabeth Farnum (* 22. dubna 1963 Lunenburg) je americká zpěvačka. Během své kariéry interpretovala hudbu mnoha skladatelů, mezi které patří John Zorn, Charles Wuorinen, John Harbison, Anthony Braxton nebo Peter Schickele. Mimo koncertní činnost se rovněž věnuje nahrávání; zpívala na více než třiceti nahrávkách. V roce 2010 získala ocenění Bronx Recognizes Its Own Award.

## Diskografie
- Kaikhosru Shapurji Sorabji: The Complete Songs for Soprano (2002)
- Arnold Rosner: Songs of Lightness and Angels (2012)